# Certamen Internacional de Bandes de Música Ciutat de València
El Certamen Internacional de Bandes de Música Ciutat de València és un prestigiós concurs musical per a bandes de música que se celebra a la Plaça de Bous i al Palau de la Música de València des de l'any 1886, organitzat per l'Ajuntament.

## Història
Certament creat el 1886 per l'aleshores alcalde de la ciutat Manuel Sapiña Rico i el regidor de festes José Soriano Plassent. En principi estava dedicat solament a bandes valencianes, fent distinció entre bandes militars i civils, amb un primer premi de 1.200 pessetes, fet que el convertia en un dels certàmens més prestigiosos.
És a partir del 1895 quan l'event pren un caire internacional al crear una secció per a bandes estrangeres. L'any 1902 es creen més seccions, la primera (de caràcter regional) i la segona (de caràcter nacional). Recentment s'ha optat per permetre a les bandes internacionals participar en qualsevol de les categories o seccions, junt a les bandes nacionals.
A les darreries dels anys 70 del segle passat, el certamen viu una forta embrancida per l'augment de la qualitat de les bandes participants, exitosos concerts i la implantació d'equips de gravació per a enregistrar les interpretacions (des de 1979), dotant al certàment d'un important arxiu d'audio. Des del 1997, l'Ajuntament de València encarrega les obres obligades que interpretaran els participants als millors compositors valencians del moment.

## Seccions
En l'actualitat, el Certament Internacional de Bandes està dividit en quatre seccions, en les quals poden participar bandes de qualsevol nacionalitat. Cada secció és diferent de la resta pel nombre de músics integrants de les bandes que poden participar i per les obres obligades que interpreten.
Aquestes seccions són:
- Secció Especial. Des de 111 a 150 músics, amb un màxim de 16 instrumentistes de corda-arc.
- Secció Primera. Des de 81 fins a 110 músics, amb 12 instrumentistes de corda-arc com a màxim.
- Secció Segona. Des de 51 fins a 80 músics, amb 8 instrumentistes de corda-arc com a màxim.
- Secció Tercera. Des de 40 fins a 50 músics, amb 6 instrumentistes de corda-arc com a màxim.

El jurat és l'encarregat de puntuar les bandes, i sol estar conformat per personalitats del món de la música de banda (compositors, directors, músics, etc.)